# Xã Gilmore, Quận Isabella, Michigan
Xã Gilmore (tiếng Anh: Gilmore Township) là một xã thuộc quận Isabella, tiểu bang Michigan, Hoa Kỳ. Năm 2010, dân số của xã này là 1.459 người.